# Croton crispatus
Croton crispatus là một loài thực vật có hoa trong họ Đại kích. Loài này được Thulin mô tả khoa học đầu tiên năm 1991.